# Úzó
Az úzó (görögül ούζο, a kereskedelemben ouzo) ánizzsal és egyéb fűszerekkel ízesített égetett szesz, melyet általában aperitifként fogyasztanak. Görögország és Ciprus eredetvédett nemzeti itala. Hozzá hasonló ital az örmény oghi, a francia pastis, a közel-keleti arak és a török rakı (a görög raki [ρακή] azonban nem ánizsízű). Hasonlít még az olasz sambucára, a spanyol pacharánra, a svájci eredetű abszintra és a szintén görög eredetű masztika egy fajtájára. Általában magában vagy vízzel keverve fogyasztják.

## Története
Az úzó elődje a Balkán-félsziget országaiban elterjedt, cipúró vagy rakia néven ismert törkölypárlat volt, melyet már a Bizánci és az Oszmán Birodalom idején is fogyasztottak.
A cipúró készítése állítólag egy XIV. századi, az Athosz-hegyen álló kolostor szerzeteseinek kedvelt időtöltése volt. Egy változatát ánizzsal ízesítették, ebből lett az úzó. A mai úzó azonban távol áll a cipúrótól: nem törkölypárlatot, hanem (törkölyből vagy másból desztillált) finomszeszt párolnak le újra a fűszerekkel.
A modern úzófőzés nagyrészt a görög függetlenség kikiáltása után kezdődött meg a XIX. században. A termelés nagy része Leszbosz szigetén összpontosult, mivel a helyiek onnan eredeztetik az italt. Az abszint kora XX. századi betiltásának az úzó lett az egyik nyertese (úgy is említették, „az abszint pótszere ürömfű nélkül”). 1932-ben kezdték az italt rézüstökben párolni, és ma is ez számít a helyes módszernek. Ma az egyik legnagyobb úzótermelő a Varvaganes (Βαρβαγιάννης), a sziget délkeleti részén található Plomari városában. Itt készítik a kimagasló minőségű pitsilade (Πιτσιλαδή) úzót is.
Az úzót hagyományosan vízzel keverve szolgálják fel (melytől az ital enyhén betejesedik, olykor gyenge kék árnyalattal), jégkockák kíséretében. Röviditalként, tisztán is fogyasztható, és elterjedt a kólával való hígítása is.
2006. október 25-én Görögország elnyerte a jogot, hogy az úzót eredeti görög italként árusítsa. Az Európai Unió védett eredetű termékként tartja számon: csak a Cipruson és Görögországban készült párlatokat lehet úzóként forgalmazni. Az úzónak öt helyi változata is eredetvédett: a mütilénei, a plomari, a kalamátai, a trákiai és a makedóniai úzó.

## Gyártása
Az úzó készítésekor olyan finomszeszt párolnak le újra rézüstökben, melybe ánizst és más fűszereket, például csillagánizst, koriandert, szegfűszeget, vagy fahéjat áztattak. A fűszerezés receptje sokszor gondosan őrzött cégtitok, mivel ez különbözteti meg egyik úzót a másiktól. A végeredmény egy ízes párlat, melyet ízesített etil-alkoholnak, vagy gyakrabban úzóélesztőnek neveznek – görögül μαγιά ούζου, ami félrevezető, hiszen az úzó készítésekor már nem történik erjedés. A gyengébb márkáknál az ánizs egy részét utólag hozzáadott (legfeljebb 0,05%-nyi) ánizsolajjal helyettesítik, illetve a párlatot további finomszesszel hígítják (a görög szabályozás szerint legfeljebb ötszörösére). Végül legtöbbször cukrot adnak hozzá, majd vízzel hígítják a palackozás alkoholtartalmára, ami általában 40, de legalább 37,5 százalék. Bizonyos gyártók, pl. a Varvagiannes, Babatzim és Pitsiladis nem kevernek ánizsolajat vagy finomszeszt a kész párlathoz, hanem a vízzel (esetleg cukorral) kevert úzóélesztőt forgalmazzák. Jellemzően ez a legjobb minőségű és a legdrágább típus.

## Aperitifként

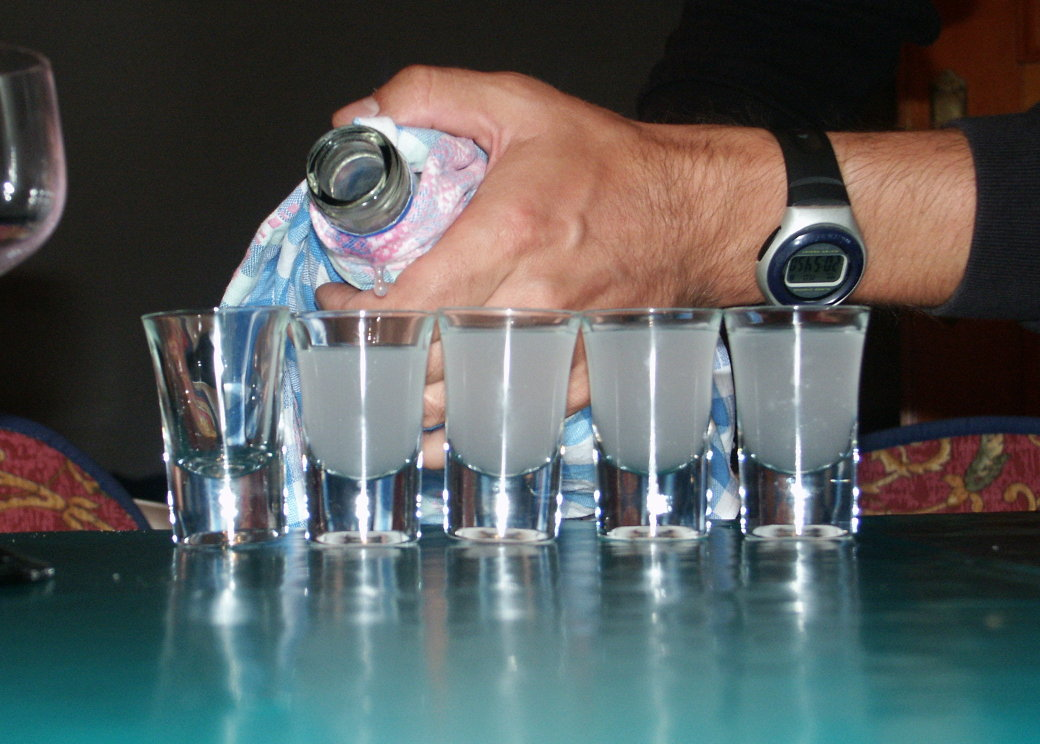
Mélyhűtött úzó. Az anetol a hidegben kristályosodik, és hamarabb jelentkezik az úzóhatás is.

A mai Görögországban szinte minden városban és faluban megtalálhatóak az ouzerie-k (az -erie toldalékot a franciából vették át), azaz úzóházak. Ezek a kávézószerű helyek különböző előételekkel (mezé) szolgálják fel az italt, előfordul pl. saláta, szardínia, tintahal, polip, sült cukkini és kagyló. Hagyományosan lassan kortyolgatják (általában vízzel vagy jéggel keverve), közös tálból mezéket falatozva a kora esti órákban.
Más éttermekben a jól lehűtött úzót aperitifként szolgálják fel kis pohárban. Nem adnak hozzá vizet vagy jeget, de annyira lehűtik, hogy az ánizsolaj kristályosodni kezd benne.
Az úzót gyakran erős italként emlegetik, pedig alkoholtartalma nem különösen magas más párlatokhoz képest. Ennek magyarázata a cukortartalom lehet: ettől az alkohol lassabban szívódik fel a gyomorban, ezért az ember úgy érzi, még nyugodtan ihat belőle. Ezért az alkohol hatása később, felhalmozódva jelentkezik. Emiatt nem tartják érdemesnek Görögországban az úzót „száraz kalapácsként” inni („ξεροσφύρι”, egy görög köznyelvi kifejezés arra, ha evés nélkül iszunk alkoholt). Az étel, főleg a zsírok és olajok az előbélben meghosszabbítják az alkohol felszívódását, és enyhítik a hatását.

## Úzóhatás
Amikor az (egyébként tiszta, átlátszó) úzóhoz vizet adunk, halvány tejfehérré változik, mivel az ánizs illóolaja csak alkoholban oldódik, vízben nem. Ez az úzóhatás: emulzió keletkezik, melynek apró cseppjei szétszórják a fényt. A jelenséget louche-hatásnak is nevezik, központi szerepet játszik az abszintkultúrában.

## Fordítás
- Ez a szócikk részben vagy egészben az Ouzo című angol Wikipédia-szócikk fordításán alapul.  Az eredeti cikk szerkesztőit annak laptörténete sorolja fel. Ez a jelzés csupán a megfogalmazás eredetét és a szerzői jogokat jelzi, nem szolgál a cikkben szereplő információk forrásmegjelöléseként.